# Amblyopappus pusillus
Amblyopappus pusillus Hook. & Arn. è una pianta della famiglia delle Asteracee, diffusa nel Nuovo Mondo. È l'unica specie del genere Amblyopappus.

## Distribuzione
La specie ha un areale disgiunto: è presente in Nord America (Stati Uniti sud-occidentali e Messico nord-occidentale) e Sud America (Cile e Perù).